# Orden Lenjina
Orden Lenjina (ruski: Орден Ленина), je bio najviše odlikovanje Sovjetskog Saveza. Ustanovljen je 6. travnja 1930. godine odlukom Centralnog izvršnog komiteta SSSR-a, a ime je dobio po vođi Oktobarske revolucije i prvom sovjetskom predsjedniku Vladimiru Lenjinu.
Orden je dodjeljivan:
- civilnima za izuzetne zasluge za Sovjetski savez
- vojnicima za uzornu službu,
- svima koji su dobili orden Heroja Sovjetskoga Saveza i Heroja socijalističkoga rada
- gradovima, naseljima, regijama i republikama Sovjetskog Saveza
- visokim stranim državnicima i osobama zaslužnim za širenje prijateljstva i suradnje među narodima

## Povijest odlikovanja
Inicijator tog odličja bio je načelnik Glavne uprave Crvene armije Vasilij Levičev, koji je 8. srpnja 1926. godine zatražio da se utemelji novo odličje - Orden Lenjina koji bi se dodjeljivao osobama koje su već dobile četiri Ordena Crvene zastave, to novo odličje trebalo je postati najviše odlikovanje SSSR-a. U isto vrijeme i u Sovjetu narodnih komesara, razmišljalo se o utemeljenju najvišeg odlikovanja Sovjetskog Saveza za vojne i društvene zasluge. Kreatori iz tvornice Goznak u Moskvi dobili su zadatak da osmisle orden u čijem je središnjem dijelu trebao biti portret Vladimira Iliča Lenjina. Od ponuđenih skica izabran je rad kreatora Ivana Dubasova, koji je kao podlogu za svoju kreaciju iskoristio fotografiju Lenjina, s Drugog kongresa Kominterne u Moskvi, iz kolovoza 1920. godine, fotografa Viktora Bula. Po toj skici su kipari Ivan Šadro i Petar Čeušin napravili bareljefe u proljeće 1930. godine. Iste godine otkovani su i prvi ordeni u Goznaku.
Orden Lenjina je službeno utemeljen odlukom Predsjedništva Centralnog izvršnog komiteta SSSR-a 6. travnja, a Statut je donesen 5. svibnja 1930. godine. Statut je vremenom više puta dopunjavan; Uredbom Centralnog izvršnog komiteta SSSR-a 27. rujna
1934., dekretom predsjedništva Vrhovnog sovjeta SSSR-a od 19. lipnja 1943. i 16. prosinca 1947. godine. Odlukom Prezidija Vrhovnoga sovjeta SSSR-a od 28. ožujka 1980. godine Statut odlikovanja dobio je svoj konačni oblik.

### Izgled odličja
Izvorno je Orden Lenjina  bio otkovan od srebra s vrlo malo detalja u zlatu (samo natpis СССР na dnu, i krug oko portreta Lenjina u sredini). Tih ordena (tip 1) je otkovano samo 800.Izgled ordena se mijenjao čak četiri puta. Posljednji oblik (4 tip) trajao je od 1943. – 1991. na njemu je sredina s portretom Lenjina u platini, ali je vanjski dio ordena bio zlatni (klasje), s velikom površinom od crvenog emajla u lijevom gornjem kutu i natpisom ЛЕНИН u zlatu.  Na dnu je bio srp i čekić u crvenom emajlu, kao i crvena zvijezda u lijevom uglu.

### Statut odličja
1. Orden Lenjina je najviše odličje u SSSR-u za zasluge u službi revolucionarnog pokreta, rada, zaštite socijalističke domovine, razvoj prijateljstva i suradnje među narodima, mira i uspješno zalaganje u razvoju sovjetske države i društva.
2. Orden Lenjina se dodjeljuje:
- građanima SSSR-a;
- poduzećima, udrugama, institucijama, organizacijama, vojnim jedinicama, vojnim brodovima, jedinicama veze, autonomnim republikama, autonomnim pokrajinama, autonomnim oblastima, okruzima, gradovima i općinama SSSR-a.

Orden Lenjina mogu dobiti i strani državljani, kao i poduzeća, ustanove, organizacije i naselja stranih država.
3. Orden Lenjina dodjeljuje se za:
- za izuzetne rezultate i uspjehe u gospodarstvu, znanstveno-tehničkom i društveno-kulturnom razvoju sovjetskoga društva, za poboljšanje učinkovitosti i kakvoće rada, za izuzetne zasluge u jačanju sovjetske države i bratskog prijateljstva među narodima SSSR-a;
- za posebno važan doprinos u zaštiti socijalističke domovine i jačanje obrane SSSR-a;
- za izuzetnu revolucionarnu, državničku i društveno-političku djelatnost;
- za posebno značajan doprinos u razvoju prijateljstva i suradnje između naroda Sovjetskoga Saveza i drugih zemalja;
- za zasluge u jačanju službe socijalističke zajednice, razvoj međunarodnoga komunističkog, radničkoga i narodnooslobodilačkoga pokreta u borbi za mir, demokraciju i društveni napredak;
- za ostale zasluge za sovjetsku državu i društvo.

4. Ordenom Lenjina za radne zasluge, mogu biti nagrađene i one osobe koje su već dobile neka druga odličja 
5. Orden Lenjina se dodjeljuje osobama koje su dobile odličje Heroja Sovjetskog Saveza i Heroja socijalističkog rada, kao i gradovima i naseljima koja su dobila nazive grada-heroja.
6. Orden Lenjina se nosi na lijevoj strani, iznad drugih odličja.

### Dobitnici Ordena Lenjina
Prvi dobitnik tog visokog odličja bila je redakcija novina Komsomolskaja Pravda 23. svibnja 1930. Među dobitnicima prvih deset odličja bila su; tri pilota, pet industrijskih poduzeća i sekretar Centralnog izvršnog komiteta SSSR-a Avel Enukidze. Prva osoba koja je dobila dvaput to odlikovanje bio je pilot Valerij Čkalov 1936., njegov kolega Vladimir Kokkinaki, bio je prvi koji je to odličje dobio 3 puta 1939.
Prvi strani državljani koji su dobili to najviše odličje, bili su jedan Nijemac i četiri Amerikanca (jedan od njih bio je Frank Bruno Honey), oni su dobili to odlikovanje 17. svibnja 1932. zbog organizacije pomoći u obnovi sovjetske industrije i poljoprivrede 1931. – 1934.
Rekorder po broju dodjela Ordena Lenjina (dobio ih je čak 12) bio je Nikolaj Patoličev, dugogodišnji ministar vanjske trgovine SSSR-a.

Ostali višestruki dobitnici tog odlikovanja bili su:
- po 11 puta:
  - Dmitrij Ustinov, ministar obrane SSSR-a (1976. – 1984.)
- po 10 puta:
  - Efim Slavskij, voditelj Sredmaša, - posebnoga odjela ministarstva za nuklearnu industriju, od 1957. do 1986.
  - Aleksander Sergejevič Jakovljev, projektant zrakoplova
- po 9 puta:
  - Petar Dementijev, ministar zrakoplovne industrije (1953. – 1977.)
  - Vasilij Rjabikov, zajedno sa Sergejem Koroljovim) za projekt Sputnjik
  - Nikolaj Nikolajevič Semjonov, dobitnik Nobelove nagrade za kemiju (1956.)
  - Vasilij Čujkov, zapovjednik iz Drugoga svjetskoga rata
  - Ivan Papanin, polarni istraživač

Organizacije i političke zajednice koje su po ti puta dobile Orden bile su:
- Komsomol, Komunistička omladinska organizacija
- LOMO, Lenjingradski optički zavod
- ZIL, Automobilski zavod
- Krivorožštalj, Metalurški kombinat
- Azerbajdžanska SSR, Armenska SSR, Kazačka SSR i Uzbečka SSR
- Moskovska oblast

Ostali dobitnici tog odlikovanja bili su:
- Svih 15 bivših sovjetskih republika
- Gradovi
  - Moskva
  - Donjeck
  - Sverdlovsk
- Ustanove
  - Komsomolskaja Pravda (novina)
- Osobe
  - Sergej Afanasjev (voditelj Sovjetskog svemirskog programa, dobitnik 7 odličja)
  - Aziz Alijev (azerbajdžanski i dagestanski političar, znanstvenik, dobitnik 2 odličja)
  - Clyde Armistead i William Latimer Lavery (američki piloti), nagrađeni zbog sudjelovanja u spašavanju posade istraživačkog broda Čeljuskin[4])
  - Emilian Bukov (sovjetski pisac moldavskog podrijetla, dobitnik 2 odličja)
  - Fidel Castro (kubanski vođa)
  - Sripat Amrit Dange (indijski komunistički čelnik)[5]
  - Sergej Ejzenštejn (filmski redatelj)
  - Muhammed Faris (sirijski astronaut, 30. srpnja 1987.)
  - Jurij Gagarin (sovjetski astronaut)
  - Israel Gelfand (sovjetski matematičar, dobitnik 3 odličja)
  - Armand Hammer (Američki poslovni čovjek i filantrop)
  - Sergej Iljušin (sovjetski pilot i projektant zrakoplova, dobitnik 8 odličja)
  - Mihail Kalašnjikov (projektant jurišne puške AK-47)
  - Nikita Hruščov (predsjednik SSSR-a)
  - Igor Kurčatov (fizičar, voditelj sovjetskoga projekta atomske bombe, dobitnik 5 odličja)
  - Janka Kupala - bjeloruski pjesnik za knjigu «Ад сэрца» (Od srca).
  - Vladimir Konovalov (zapovjednik podmornice za Drugoga svjetskoga rata, i admiral, dobitnik 3 odličja)
  - Fariza Magomadova (čečenska prosvjetna radnica)
  - Kiril Mazurov (bjeloruski sovjetski političar)
  - Boris Mihajlov (kapetan sovjetske hokejske reprezentacije (1970-ih - 1980-ih)
  - Aleksandar A. Morozov, projektant tenka T-64
  - Elena Muhina (sovjetska gimnastičarka, 1960. – 2006.)
  - Gamal Abdel Nasser (egipatski predsjednik)
  - Rudof Ivanovič Abel (sovjetski špijun)
  - Fjodor Ohlopkov (heroj Drugoga svjetskoga rata)
  - Nikolaj Ostrovski (sovjetski književnik, 1904. – 1936.)
  - Ljudmila Pavličenko (sovjetska snajperistica iz Drugoga svjetskoga rata)
  - Jevgenij Pepeljajev, pilot borbenog zrakoplova za Korejskoga rata
  - Kim Philby (britansko/sovjetski dvostruki agent)
  - Arnold Rüütel (estonski vođa komunista, i prvi predsjednik neovisne Estonije)
  - Anatolij Sagalevič (istraživač podmorja, projektant batiskafa MIR
  - Dmitrij Šostakovič (sovjetski skladatelj, dobitnik 3 odličja)
  - Ivan Sidorenko (sovjetski snajperist za Drugoga svjetskoga rata)
  - Nikolaj Sutjagin, pilot borbenoga zrakoplova za Drugoga svjetskoga rata i Korejskoga rata
  - Semjon Timošenko (sovjetski general iz Drugoga svjetskoga rata, dobitnik 5 odličja)
  - Josip Broz Tito (jugoslavenski vođa, 1945. – 1980.)[6]
  - German Titov (sovjetski astronaut, dobitnik 2 odličja)
  - Vladislav Tretiak (vratar sovjetske hokejske reprezentacije)
  - Aleksandar Vasilevski (sovjetski maršal, dobitnik 8 odličja)
  - Pjotr Veršigora (sovjetski general major i književnik, vođa sovjetskih partizana za Drugoga svjetskoga rata)
  - Pham Tuan (vijetnamski astronaut)
  - Vladislav Volkov (sovjetski astronaut)
  - Kliment Vorošilov (maršal Sovjetskoga saveza)
  - Lav Jašin (legendarni vratar sovjetske nogometne reprezentacije)
  - Vasilij Zajcev (sovjetski snajperist poznat iz Bitke za Staljingrad)
  - Jakov B. Zeldovič (sovjetski nuklearni fizičar)
  - Georgij Žukov (maršal Sovjetskoga saveza)
  - Ljudmila Zikina (pjevačica narodnih pjesama)